# Bernhard Hampp
 Bernhard Hampp  (* 8. September 1975 in Eichstätt) ist ein deutscher Journalist und Autor. Insbesondere verfasst Bernhard Hampp Reisebücher zu bibliophilen Themen. Als Kräuterpädagoge widmet er sich auch dem Themengebiet der Kräuterbücher. Bernhard Hampp lebt in Nördlingen.

## Werke (Auswahl)
- Teufelsflöte. Roman. 2003. ISBN 978-3-00-011050-4. DNB 967232899
- Schwaben erlesen! Württemberg für Literaturfreunde und Bibliophile. Gmeiner, Meßkirch 2017, ISBN 3-8392-2123-4
- Bayern erlesen! Der Freistaat für Literaturfreunde und Bibliophile. Gmeiner, Meßkirch 2018, ISBN 978-3839222898
- Baden erlesen! Für Literaturfreunde und Bibliophile. Gmeiner, Meßkirch 2019, ISBN  978-3839224854
- Berlin erlesen. Eine literarische Schatzsuche. Gmeiner, Meßkirch 2021. ISBN 978-3-8392-0004-9.
- Kräuterpersönlichkeiten. 2023. ISBN 979-8374891560
- Stücke: ankou. Goetz! Der goldne Topf. Schelmuffsky. 2023. ISBN 979-8388225238
- Herbst auf Nördlingen. Erster Teil. Roman. 2007/2024. ISBN 979-8862557404 DNB 1023490765
- Die Welt der Kräuterbücher : Heilwissen, Pflanzenmagie und Buchgeschichte. In: Marginalien. Bucha bei Jena : Quartus, ISSN 0025-2948. 2024, 252, S. 63–77.
- Deutschland für Buchverliebte. Eine Reise zu den schönsten Buchhandlungen, Büchercafés, Antiquariaten und mehr. Bruckmann, München 2024. ISBN 978-3-7343-3072-8 DNB 1325725250

| Personendaten    | Personendaten                  |
| ---------------- | ------------------------------ |
| NAME             | Hampp, Bernhard                |
| KURZBESCHREIBUNG | deutscher Journalist und Autor |
| GEBURTSDATUM     | 8. September 1975              |
| GEBURTSORT       | Eichstätt                      |